# Bassia americana
Bassia americana là loài thực vật có hoa thuộc họ Dền. Loài này được (S.Watson) A.J.Scott mô tả khoa học đầu tiên năm 1978.